# Moon Zappa
Moon Unit Zappa (* 28. September 1967 in New York City) ist eine US-amerikanische Schauspielerin, Sängerin und Autorin.

## Leben
Moon Zappa wurde als ältestes Kind der Geschäftsfrau Gail Zappa (geb. Sloatman) und des Rockmusikers Frank Zappa geboren. Sie hat drei jüngere Geschwister, Dweezil, Ahmet und Diva. Sie heiratete den Gitarristen und Schlagzeuger Paul Doucette im Juni 2002. Sie hat ein Kind, Mathilda Plum Doucette, das 2004 geboren wurde. Im Januar 2012 gab Zappa bekannt, dass sie die Scheidung eingereicht habe; diese wurde im April 2014 rechtsgültig.

### Werke
Moon Zappa wurde 1982 im Alter von 14 Jahren bekannt, als sie einen Text zu Frank Zappas Stück Valley Girl beitrug. In dem Lied spricht Moon Unit Zappa einen Monolog in Valspeak, einer Jugendsprache aus dem San Fernando Valley, Los Angeles. Neben Dancin’ Fool war Valley Girl Frank Zappas erfolgreichstes Stück in den Vereinigten Staaten.  Das Stück erschien 1982 auf dem Album Ship Arriving Too Late to Save a Drowning Witch.
Als Erwachsene arbeitete Moon Zappa als Stand-up-Komikerin, schrieb für Magazine und spielte in den Filmen National Lampoon’s European Vacation (1985), Die Herzensbrecher von der letzten Bank (1987), The Spirit of ’76 (1990) und der Fernseh-Sitcom Normal Life mit. Sie hatte außerdem einen Gastauftritt als muslimische Frau in einer Folge von Lass es, Larry! sowie als Teds Cousine Stacy in einer Folge How I Met Your Mother.
Zappa ist Autorin des Romans America, the Beautiful, der im Jahr 2001 erschien. 2024 erschienen ihre Memoiren Earth to Moon: A Memoir auf Englisch bei HarperCollins, die deutsche Fassung trägt den Titel Earth to Moon. Aus dem Schatten meines Vaters zu mir selbst – Erinnerungen.